# Jack White (golfspelare)

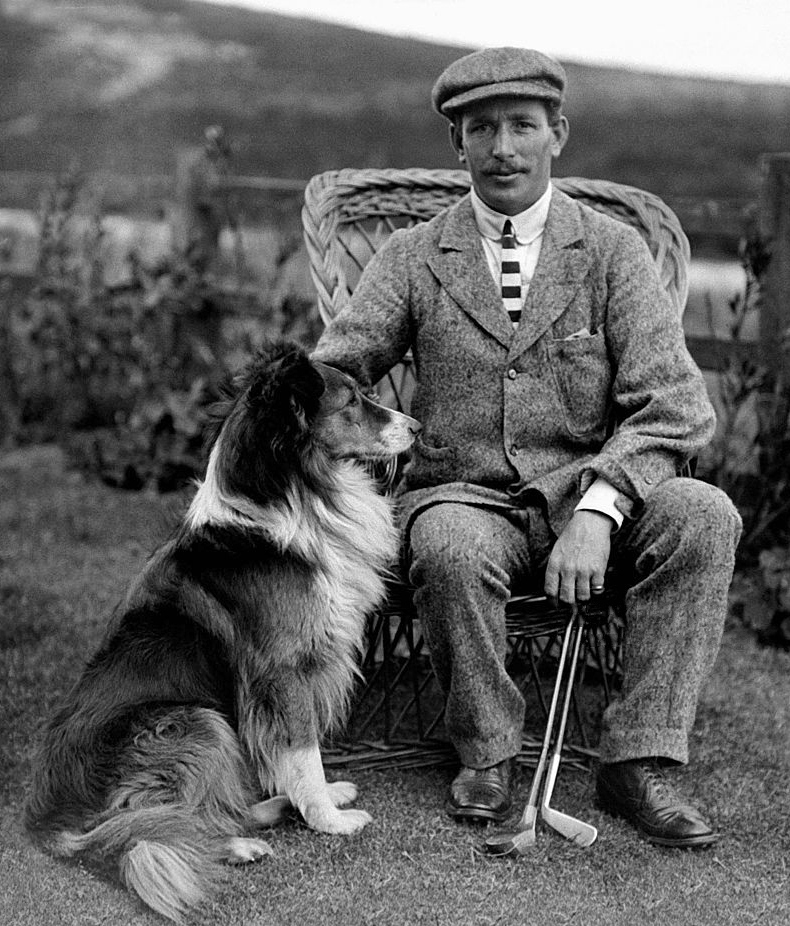
Jack White, 1904

Jack White, född 15 augusti 1873 i Pefferside, död 1949 i Gullane i East Lothian, var en skotsk golfspelare.
White lärde sig att spela golf genom att arbeta som caddie på golfklubben i North Berwick och när han var 16 år blev han trea i en lokal proffstävling. Han ställde upp i sitt första The Open Championship 1892 där han slutade på elfte plats med 319 slag. Det var det första The Open som spelades över 72 hål.
Han blev professionell 1898 och i The Open 1899 kom han tvåa efter Harry Vardon.  1904 vann han tävlingen på 296 slag, ett slag före James Braid och John Henry Taylor. Tävlingen hölls på Royal St. George's och lockade 144 deltagare.
White blev 1902 klubbprofessional på golfklubben i Sunningdale och fortsatte med det i över 25 år.
| Majorsegrare genom tiderna                                                                                   |                |            |            |                  |
| 200 olika spelare har vunnit i herrarnas majortävlingar. Jack White var den 30:e spelaren som vann en major. |                |            |            |                  |
| 1:a | 29:e           | 30:e       | 31:a       | 200:e            |
| Willie Park Sr                                                                                               | Alexander Herd | Jack White | Alex Smith | Louis Oosthuizen |
| Lista över golfens majorsegrare                                                                              |                |            |            |                  |